# Campeonato do Mundo de Hóquei em Patins Masculino de 2019
O Campeonato do Mundo de Hóquei em Patins de 2019 foi a 44ª edição desta prova e esteve integrado na segunda edição dos Jogos Mundiais de Patinagem. Realizou-se na cidade de Barcelona. Esta competição foi organizada pela World Skate. 

## Vagas para 2019
No último Mundial, em Nanquim, passaram a existir três divisões na prova maior do Hóquei em Patins Mundial. Para além do Mundial "principal", existiram a Taça FIRS (segunda divisão) e a Taça das Confederações (terceira divisão), que vão ter, em Barcelona, os nomes de Intercontinental Championship e Challenger's Championship, respetivamente.
| Eu 1 | Espanha   | 1º | 42ª | Áf 2 | Moçambique | 8º  | 13ª | Á/O2                           | Macau                          | 14º                            | 3ª                             | Pa 5                           | Estados Unidos                 | 15º                            | 26ª                            |                                |
| Eu 2 | Portugal  | 2º | 44ª | Eu 5 | Suíça      | n/p | 36ª | Á/O3                           | Japão                          | 19º                            | 10ª                            | Pa 6                           | Uruguai                        | n/p                            | 6ª                             |                                |
| Pa 1 | Argentina | 3º | 31ª | Eu 6 | Andorra    | n/p | 7ª  | Á/O4                           | Índia                          | 18º                            | 3ª                             | Pa 7                           | México                         | n/p                            | 1ª                             |                                |
| Eu 3 | Itália    | 4º | 44ª | Eu 7 | Alemanha   | 10º | 37ª | Á/O5                           | Taipé Chinesa                  | 21º                            | 2ª                             | Eu 9                           | Áustria                        | 12º                            | 4ª                             |                                |
| Áf 1 | Angola    | 5º | 19ª | Á/O1 | Austrália  | 20º | 10ª | Á/O6                           | Nova Zelândia                  | 22º                            | 7ª                             | Eu 10                          | Países Baixos                  | 11º                            | 35ª                            |                                |
| Pa 2 | Chile     | 7º | 25ª | Af 3 | Egito      | 16º | 7ª  | Á/O7                           | China                          | n/p                            |                                | Eu 11                          | Bélgica                        | n/p                            | 17ª                            |                                |
| Pa 3 | Colômbia  | 6º | 12ª | Pa 4 | Brasil     | n/p | 26ª | México desistiu de participar. | México desistiu de participar. | México desistiu de participar. | México desistiu de participar. | México desistiu de participar. | México desistiu de participar. | México desistiu de participar. | México desistiu de participar. | México desistiu de participar. |
| Eu 4 | França    | 9º | 34ª | Eu 8 | Inglaterra | n/p | 25ª | Calendário                     | Calendário                     | Calendário                     | Calendário                     | Calendário                     | Calendário                     | Calendário                     | Calendário                     | Calendário                     |

## Ver Qualificação
- Campeonato Europeu de Hóquei em Patins Masculino de 2018
- Pan Americanos de Hóquei em Patins de 2018
- Campeonato Asiático de Hóquei em Patins de 2018
- Campeonato Africano de Hóquei em Patins de 2019

## Convocados
| Sergi Fernández  | FC Barcelona   | Ângelo Girão       | Sporting CP    | Valentín Grimalt | Amatori Lodi   | Leonardo Barozzi  | CGC Viareggio    |
| Xavi Malián      | Liceo          | Nelson Filipe      | FC Porto       | "Tino" Acevedo   | HC Braga       | Riccardo Gnata    | Forti dei Marmi  |
| Edu Lamas        | Liceo          | Rafa Costa         | FC Porto       | Matias Platero   | Sporting CP    | Dominico Illuzzi  | Amatori Lodi     |
| Albert Casanovas | SL Benfica     | Telmo Pinto        | FC Porto       | Gonzalo Romero   | Sporting CP    | David Banini      | CGC Viareggio    |
| Jordi Adroher    | SL Benfica     | Henrique Magalhães | Sporting CP    | Matias Pascual   | FC Barcelona   | David Gavioli     | Valdagno         |
| Ignacio Alabart  | FC Barcelona   | Jorge Silva        | UD Oliveirense | Reinaldo García  | FC Porto       | Federico Ambrosio | Forti dei Marmi  |
| Nil Roca         | FC Barcelona   | Miguel Vieira      | SL Benfica     | Carlos Nicolía   | SL Benfica     | Andrea Malagoli   | Amatori Lodi     |
| Pau Bargalló     | FC Barcelona   | João Rodrigues     | FC Barcelona   | Pablo Alvarez    | FC Barcelona   | Samuele Muglia    | H Breganze       |
| Ferran Font      | Sporting CP    | Hélder Nunes       | FC Porto       | Lucas Ordoñez    | SL Benfica     | Giulio Cocco      | FC Porto         |
| Toni Pérez       | Sporting CP    | Gonçalo Alves      | FC Porto       | David Paez       | Concepción     | Alessandro Verona | Amatori Lodi     |
| Treinador        | Alex Domínguez | Treinador          | Renato Garrido | Treinador        | José Luis Páez | Treinador         | Massimo Mariotti |

| Francisco Veludo  | Vercelli      | Carlos Silva     | Diessbach        | Aurelio Rieger    | Sport Recife     | Eduardo Nunes              |                |
| Estevão Dala      | CD Marinha    | Alfredo Mandlate | Desportivo       | Bruno Damascena   | Português Recife | Cláudio Lameiras           |                |
| André Centeno     | Valdagno      | Bruno Pinto      | Riba d'Ave       | Alan Ferez Karam  | Mogiana HC       | Augusto Fernandes [zh-yue] |                |
| Anderson Silva    | 1º de Agosto  | Rafael Elias     | Desportivo       | Jurandyr da Silva | Sertãozinho      | Chi Sam Ieong              |                |
| Adilson Diogo     | Académica L.  | Manfrede Calange | Ferroviário      | Cláudio Filho     | Sandrigo Hockey  | Sérgio Costa               |                |
| Francisco Luís    | 1º de Agosto  | Filipe Nabais    | GD Sesimbra      | Diego Dias        | Noisy le Grande  | Hélder Ricardo             |                |
| Humberto Mendes   | Noia          | Kevin Pimentel   | Desportivo       | Kleber Gembre     | Sertãozinho      | Pedro Saco                 |                |
| João Pinto        | Sporting CP   | Filipe Vaz       | SC Marinhense    | Andre Raposo      | Campo Ourique    | Dinísio da Luz             |                |
| Martín Payero     | Liceo         | Pedro Pimentel   | Desportivo       | Rodrigo Raposo    | Campo Ourique    | Bruno Pereira              |                |
| Tino Agostinho    | Académica L.  | Ivan Esculudes   | Estrela Vermelha | Bruno Matos       | Sport Recife     |                            |                |
| Sérgio Lukukurico | 1º de Agosto  | Mário Rodriguez  | Alenquer Benfica | Gonçalo Costa     | Stuart Massamá   |                            |                |
|                   |               | Pedro Martins    | SC Tomar         | Gustavo Oliveira  | HC Paço de Rei   |                            |                |
| Treinador         | Fernando Falé | Treinador        | Pedro Nunes      | Treinador         | Jordi Tresserras | Treinador                  | Alberto Lisboa |

## Campeonato do Mundo

### Grupo A
| Seleções | Pts | J | V | E | D | GM | GS | DG | Q.   |
| -------- | --- | - | - | - | - | -- | -- | -- | ---- |
| Espanha  | 9   | 3 | 3 | 0 | 0 | 14 | 6  | 8  | C.M. |
| França   | 4   | 3 | 1 | 1 | 1 | 8  | 8  | 0  | C.M. |
| Itália   | 3   | 3 | 1 | 0 | 2 | 10 | 13 | -3 | C.M. |
| Angola   | 1   | 3 | 0 | 1 | 2 | 9  | 14 | -5 | T.I. |

| 07 JUL 2019 | Angola | 4 - 5 | Itália | Pavelló Municipal de Vilanova        |
|             | 1-0 João Pinto "Mustang" 5' 1ªP 2-2 João Pinto "Mustang" 6' 6ªP 3-2 João Pinto "Mustang" Azul 10' 2ªP 4-5 Humberto Mendes "Big" 24' 2ªP |       | 1-1 Domenico Illuzzi 7' 1ªP 1-2 Davide Banini 19' 1ªP 3-3 Federico Ambrosio 14' 2ªP (PwP) 3-4 Alessandro Verona 16' 2ªP (PwP) 3-5 Federico Ambrosio 10ªF 20' 2ªP | Árbitro: Rui Torres e Xavier Bleuzen |

| 07 JUL 2019 | Espanha                                                                      | 3 - 1 | França                             | Pavelló Municipal de Vilanova             |
|             | 1-0 Albert Casanovas 9' 1ªP 2-1 "Toni" Pérez 13' 2ªP 3-1 "Edu" Lamas 23' 2ªP |       | 1-1 Carlo Di Benedetto 10ªF 3' 2ªP | Árbitro: Filippo Fronte e Claudio Ferraro |

| 08 JUL 2019 | França | 3 - 3 0 - 1 | Angola | Pavelló Municipal de Vilanova       |
|             | 1-0 Carlo Di Benedetto Azul 9' 1ªP 2-1 Roberto Di Benedetto 12' 1ªP 3-3 Carlo Di Benedetto Azul 22' 2ªP --- LIVRES DIRETOS PARA DESEMPATE --- |             | 1-1 Anderson Silva "Nery" 11' 1ªP 2-2 Anderson Silva "Nery" 15' 2ªP 2-3 João Pinto ´"Mustang" 15' 2ªP --- LIVRES DIRETOS PARA DESEMPATE --- Martin Payero | Árbitro: Sergi Mayor , Sergio Insua |

| 08 JUL 2019 | Itália | 3 - 5 | Espanha |  |
|             |        |       |         |  |

| 09 JUL 2019 | Itália | 2 - 4 | França |  |
|             | -      |       |        |  |

| 09 JUL 2019 | Angola                                                                     | 2 - 6 | Espanha | Pavelló Municipal de Vilanova    |
|             | 1-4 João Pinto "Mustang" 13' 2ªP 2-4 Humberto Mendes "Big" rec. LD 18' 2ªP |       | 0-1 Ignacio Alabart 4' 1ªP 0-2 Pau Bargalló 24'29 1ªP 0-3 Ignacio Alabart 3' 2ªP 0-4 Jordi Adroher 10ªF 11' 2ªP<br2-5 "Toni" Pérez 22' 2ªP 2-6 Ferran Font Azul 23' 2ªP | Árbitro: José Pinto . Rui Torres |

### Grupo B
| Seleções  | Pts | J | V | E | D | GM | GS | DG  | Q.   |
| --------- | --- | - | - | - | - | -- | -- | --- | ---- |
| Argentina | 7   | 3 | 2 | 1 | 0 | 17 | 4  | 13  | C.M. |
| Portugal  | 7   | 3 | 2 | 1 | 0 | 18 | 7  | 11  | C.M. |
| Chile     | 3   | 3 | 1 | 0 | 2 | 10 | 21 | -11 | C.M. |
| Colômbia  | 0   | 3 | 0 | 0 | 3 | 6  | 19 | -13 | T.I. |

| 07 JUL 2019 | Chile                                                      | 2 - 9 | Argentina | Pavelló Municipal de Vilanova       |
|             | 1-3 Armando Quintanilla 21' 1ªP 2-8 "Nico" Carmona 24' 2ªP |       | 0-1 Matías Platero 4' 1ªP 0-2 "Nalo" García 7' 1ªP 0-3 Pablo Álvarez 13' 1ªP 1-4 Lucas Ordoñez 22' 1ªP 1-5 Lucas Ordoñez 24' 1ªP (PwP) 1-6 Pablo Álvarez 4' 2ªP 1-7 Matías Pascual 15' 2ªP 1-8 Carlos Nicolía 18' 2ªP 2-9 Lucas Ordoñez 24'17 2ªP | Árbitro: Sergi Mayor Oscar Valverde |

| 07 JUL 2019 | Portugal | 8 - 2 | Colômbia                                            | Pavelló Municipal de Vilanova              |
|             | 1-0 Hélder Nunes 5' 1ªP 2-1 "Rafa" Costa 13' 1ªP 3-1 Jorge Silva 18' 1ªP 4-1 Hélder Nunes 4' 2ªP 5-1 Jorge Silva 5' 2ªP 6-1 "Rafa" Costa 15' 2ªP 7-2 Jorge Silva 24' 2ªP 8-2 Hélder Nunes 24'38" 2ªP |       | 1-1 Julián Uribe 9' 1ªP<br6-2 Esteban Campo 18' 2ªP | Árbitro: Carlos Fernández e Xavier Bleuzen |

| 08 JUL 2019 | Colômbia | 3 - 4 | Chile |  |
|             |          |       |       |  |

| 08 JUL 2019 | Argentina                                                                          | 1 - 1 LD (1 - 2) | Portugal                                                                                  | Pavelló Municipal de Vilanova              |
|             | 1-1 Lucas Ordoñez 10ªF 6' 2ªP --- LIVRES DIRETOS PARA DESEMPATE --- Carlos Nicolía |                  | 0-1 Gonçalo Alves 16' 1ªP --- LIVRES DIRETOS PARA DESEMPATE --- Hélder Nunes Hélder Nunes | Árbitro: Ivan González , Josep Antoni Ribó |

| 09 JUL 2019 | Chile | 4 - 9 | Portugal | Pavelló Municipal de Vilanova           |
|             | 1-2 Marc Figa 24' 1ªP 2-5 "Nico" Fernández Azul 6' 2ªP 3-8 Felipe Márquez Azul 20' 2ªP 4-9 Felipe Márquez 22' 2ªP |       | 0-1 Jorge Silva 15' 1ªP 0-2 João Rodrigues 21' 1ªP 1-3 Hélder Nunes 24'28 1ªP 1-4 Hélder Nunes Azul 3' 2ªP 1-5 Hélder Nunes 3' 2ªP 2-6 Gonçalo Alves 11' 2ªP 2-7 Gonçalo Alves 13' 2ªP 2-8 Hélder Nunes 20' 2ªP 3-9 "Rafa" Costa 21' 2ªP (UnP) | Árbitro: Matteo Galoppi , Antonio Gómez |

| 09 JUL 2019 | Argentina | 7 - 1 | Colômbia |  |
|             |           |       |          |  |

## Apuramento de campeão
|  | Playoffs   | Playoffs  |           |       | Quartas-de-final | Quartas-de-final |   |  | Semifinal | Semifinal |  |  | Final | Final |
|  |            |           |           |       |                  |                  |   |  |           |           |  |  |       |       |
|  |            |           |           |       |                  |                  |   |  |           |           |  |  |       |       |
|  |            |           |           |       |                  |                  |   |  |           |           |  |  |       |       |
|  |            |           |           |       |                  |                  |   |  |           |           |  |  |       |       |
|  | 11 Jul     |           |           |       |                  |                  |   |  |           |           |  |  |       |       |
|  |            |           |           |       |                  |                  |   |  |           |           |  |  |       |       |
|  | Espanha    | 9         |           |       |                  |                  |   |  |           |           |  |  |       |       |
|  | Espanha    | 9         | 10 Jul    |       |                  |                  |   |  |           |           |  |  |       |       |
|  |            |           | Colômbia  | 0     |                  |                  |   |  |           |           |  |  |       |       |
|  | Colômbia   | 6         | Colômbia  | 0     |                  |                  |   |  |           |           |  |  |       |       |
|  | Colômbia   | 6         | 12 Jul    |       |                  |                  |   |  |           |           |  |  |       |       |
|  | Suíça      | 5         |           |       |                  |                  |   |  |           |           |  |  |       |       |
|  | Suíça      | 5         | Espanha   | 2     |                  |                  |   |  |           |           |  |  |       |       |
|  |            |           | Espanha   | 2     |                  |                  |   |  |           |           |  |  |       |       |
|  |            | Portugal  | 4         |       |                  |                  |   |  |           |           |  |  |       |       |
|  |            | Portugal  | 4         |       |                  |                  |   |  |           |           |  |  |       |       |
|  | 11 Jul     |           |           |       |                  |                  |   |  |           |           |  |  |       |       |
|  |            |           |           |       |                  |                  |   |  |           |           |  |  |       |       |
|  | Itália     | 5 (0)     |           |       |                  |                  |   |  |           |           |  |  |       |       |
|  | Itália     | 5 (0)     |           |       |                  |                  |   |  |           |           |  |  |       |       |
|  |            |           | Portugal  | 5 (2) |                  |                  |   |  |           |           |  |  |       |       |
|  |            |           | Portugal  | 5 (2) |                  |                  |   |  |           |           |  |  |       |       |
|  |            |           | 14 Jul    |       |                  |                  |   |  |           |           |  |  |       |       |
|  |            |           |           |       |                  |                  |   |  |           |           |  |  |       |       |
|  | Portugal   | 0 (2)     |           |       |                  |                  |   |  |           |           |  |  |       |       |
|  | Portugal   | 0 (2)     |           |       |                  |                  |   |  |           |           |  |  |       |       |
|  |            | Argentina | 0 (1)     |       |                  |                  |   |  |           |           |  |  |       |       |
|  |            | Argentina | 0 (1)     |       |                  |                  |   |  |           |           |  |  |       |       |
|  | 11 Jul     |           |           |       |                  |                  |   |  |           |           |  |  |       |       |
|  |            |           |           |       |                  |                  |   |  |           |           |  |  |       |       |
|  | Angola     | 0         |           |       |                  |                  |   |  |           |           |  |  |       |       |
|  | Angola     | 0         | 10 Jul    |       |                  |                  |   |  |           |           |  |  |       |       |
|  |            |           | Argentina | 6     |                  |                  |   |  |           |           |  |  |       |       |
|  | Moçambique | 1         | Argentina | 6     |                  |                  |   |  |           |           |  |  |       |       |
|  | Moçambique | 1         | 12 Jul    |       |                  |                  |   |  |           |           |  |  |       |       |
|  | Angola     | 6         |           |       |                  |                  |   |  |           |           |  |  |       |       |
|  | Angola     | 6         | Argentina | 3     |                  |                  |   |  |           |           |  |  |       |       |
|  |            |           | Argentina | 3     |                  |                  |   |  |           |           |  |  |       |       |
|  |            | França    | 0         |       | Terceiro lugar   | Terceiro lugar   |   |  |           |           |  |  |       |       |
|  |            | França    | 0         |       | Terceiro lugar   | Terceiro lugar   |   |  |           |           |  |  |       |       |
|  | 11 Jul     | 11 Jul    |           |       | 14 Jul           | 14 Jul           |   |  |           |           |  |  |       |       |
|  | 11 Jul     | 11 Jul    |           |       | 14 Jul           | 14 Jul           |   |  |           |           |  |  |       |       |
|  | França     | 5         | Espanha   | 5     |                  |                  |   |  |           |           |  |  |       |       |
|  | França     | 5         | Espanha   | 5     |                  |                  |   |  |           |           |  |  |       |       |
|  |            |           | Chile     | 4     |                  | França           | 0 |  |           |           |  |  |       |       |
|  |            |           | Chile     | 4     |                  | França           | 0 |  |           |           |  |  |       |       |
|  |            |           |           |       |                  |                  |   |  |           |           |  |  |       |       |
|  |            |           |           |       |                  |                  |   |  |           |           |  |  |       |       |
|  |            |           |           |       |                  |                  |   |  |           |           |  |  |       |       |

| Campeões Mundais 2019 |
| --------------------- |
| Portugal 16º Titulo   |

### Play-Off Mund/Inter
| 10 JUL 2019 | Angola | 6 - 1 | Moçambique            | Pavelló Municipal de Vilanova               |
|             | 1-0 João Pinto "Mustang" 5' 1ªP 2-0 André Centeno 6' 1ªP 3-1 André Centeno 6' 2ªP 4-1 Anderson Silva "Nery" 11' 2ªP 5-1 Humberto Mendes "Big" Azul 13' 2ªP 6-1 Martín Payero 24' 2ªP |       | 2-1 Filipe Vaz 9' 1ªP | Árbitro: Alexandre Madureira, Joaquim Pinto |

### Quartos de Final
| 11 JUL 2019 | Portugal | 5 (2) - 5 (0) | Itália | Palau Blaugrana - Barcelona        |
|             | 1-2 Jorge Silva 11' 1ªP 2-2 Gonçalo Alves 24' 1ªP 3-4 João Rodrigues 18' 2ªP 4-4 Hélder Nunes 19' 2ªP --- PROLONGAMENTO --- 5-5 João Rodrigues 0'28 2ªP (PwP) --- GRANDES PENALIDADES --- 6-5 João Rodrigues 7-5 Hélder Nunes |               | 0-1 Federico Ambrosio 2' 1ªP 0-2 Alessandro Verona 7' 1ªP 2-3 Giulio Cocco 6' 2ªP 2-4 Andrea Malagoli 9' 2ªP --- PROLONGAMENTO --- 4-5 Federico Ambrosio 0'23 2ªP (PwP) --- GRANDES PENALIDADES --- | Árbitro: Carlos Fernández , Sergio |

| 11 JUL 2019 | Argentina | 6 - 0 | Angola | Palau Blaugrana - Barcelona          |
|             | 1-0 Reinaldo Garcia 2' 1ªP 2-0 Carlos Nicolia 3' 1ªP 3-0 Lucas Ordonez 16' 1ªP 4-0 Matías Pascual 2' 2ªP 5-0 Pablo Álvarez 12' 2ªP 6-0 Pablo Álvarez Azul 20' 2ªP |       |        | Árbitro: Oscar Valverde, Miguel Diaz |

### Meias Finais
| 12 JUL 2019 | Portugal | 4 - 2 | Espanha                                                                       | Palau Blaugrana - Barcelona                |
|             | 1-1 Gonçalo Alves 5' 2ªP 2-1 João Rodrigues 11' 2ªP --- PROLONGAMENTO --- 3-2 João Rodrigues 0'11 2ªP 4-2 Jorge Silva 4'17 2ªP PWP |       | 0-1 Jordi Adroher 24'45 1ªP 2-2 Ignacio Alabart 23' 2ªP --- PROLONGAMENTO --- | Árbitro: Carlos Fernández , Xavier Bleuzen |

| 12 JUL 2019 | Argentina                                                                     | 3 - 0 | França | Palau Blaugrana - Barcelona          |
|             | 1-0 Pablo Álvarez 2' 2ªP 2-0 Gonzalo Romero 4' 2ªP 3-0 Carlos Nicolía 22' 2ªP |       |        | Árbitro: Oscar Valverde , Rui Torres |

### Final
| 14 JUL 2019 | Argentina                              | 0 (1) - 0 (2) | Portugal                                               | Palau Blaugrana - Barcelona           |
|             | GRANDES PENALIDADES 1-0 Carlos Nicolía |               | GRANDES PENALIDADES 1-1 Gonçalo Alves 1-2 Hélder Nunes | Árbitro: Oscar Valverde , Sergi Mayor |

#### 5º/8º
|  | Semifinal | Semifinal |             |   | 5º/6º Lugar | 5º/6º Lugar |
|  |           |           |             |   |             |             |
|  | 12 Jul    |           |             |   |             |             |
|  |           |           |             |   |             |             |
|  | Colômbia  | 5         |             |   |             |             |
|  | Colômbia  | 5         | 13 Jul      |   |             |             |
|  | Itália    | 8         |             |   |             |             |
|  | Itália    | 8         | Itália      | 6 |             |             |
|  | 12 Jul    |           | Itália      | 6 |             |             |
|  |           | Angola    | 4           |   |             |             |
|  | Angola    | Angola    | 4           | 7 |             |             |
|  | Angola    |           |             | 7 |             |             |
|  | Chile     | 4         |             |   |             |             |
|  | Chile     | 4         | 7º/8º Lugar |   |             |             |
|  |           |           |             |   |             |             |
|  | 13 Jul    |           |             |   |             |             |
|  |           |           |             |   |             |             |
|  | Colômbia  | 8         |             |   |             |             |
|  | Colômbia  | 8         |             |   |             |             |
|  | Chile     | 11        |             |   |             |             |

#### Jogos de Angola
| 12 JUL 2019 | Angola | 7 - 4 | Chile | Pavelló Municipal de Vilanova     |
|             | 1-0 André Centeno 7' 1ªP 2-0 Anderson Silva "Nery" 20' 1ªP PWP 3-2 Martín Payero 8' 2ªP 4-2 Martín Payero 17' 2ªP --- PROLONGAMENTO --- 5-4 João Pinto "Mustang" 3' 1ªP 6-4 Martín Payero 2' 2ªP 7-4 João Pinto "Mustang" 3' 2ªP |       | 2-1 Nicolás "Nico" Carmona 22' 1ªP 2-2 Nicolás "Nico" Carmona 7' 2ªP 4-3 Nicolás "Nico" Carmona 18' 2ªP 4-4 Felipe Castro 24' 2ªP --- PROLONGAMENTO --- | Árbitro: João Duarte , José Pinto |

| 13 JUL 2019 | Angola | 4 - 6 | Itália | Pavelló Municipal de Vilanova       |
|             | 1-1 Humberto Mendes "Big" 10' 1ªP 2-1 Humberto Mendes "Big" 10' 1ªP 3-1 Humberto Mendes "Big" 11' 1ªP 4-2 João Pinto "Mustang" 23' 1ªP |       | 0-1 Giulio Cocco 5' 1ªP 3-2 Federico Ambrosio 15' 1ªP 4-3 Domenico Illuzzi 8' 2ªP 4-4 Giulio Cocco 13' 2ªP 4-5 Davide Gavioli 15' 2ªP 4-6 Giulio Cocco 10ªF 23' 2ªP | Árbitro: Bruno Sosa , Ivan González |

## Taça Intercontinental

### Grupo A
| Seleções   | Pts | J | V | E | D | GM | GS | DG  | Q.   |
| ---------- | --- | - | - | - | - | -- | -- | --- | ---- |
| Moçambique | 9   | 3 | 3 | 0 | 0 | 25 | 6  | 19  | C.M. |
| Andorra    | 6   | 3 | 2 | 0 | 1 | 13 | 7  | 6   | T.I. |
| Inglaterra | 3   | 3 | 1 | 0 | 2 | 18 | 11 | 7   | T.I. |
| Egito      | 0   | 3 | 0 | 0 | 3 | 4  | 36 | -32 | T.I. |

| 07 JUL 2019 | Andorra | 4 - 3 | Inglaterra |  |
|             |         |       |            |  |

| 07 JUL 2019 | Moçambique | 16 - 2 | Egito                                             | Pavelló II - Sant Cugat del Vallès           |
|             | 1-1 "Marinho" Rodrigues 7' 1ªP 2-1 Filipe Vaz 7' 1ªP 3-1 Nuno Araújo 14' 1ªP 4-1 Pedro Martins 14' 1ªP 5-1 Kevin Pimentel 23' 1ªP 6-1 Ivan Esculudes 23' 1ªP 7-1 Ivan Esculudes 24'46 1ªP 8-1 Filipe Vaz 0'40 1ªP 9-1 "Marinho" Rodrigues 3' 2ªP 10-1 "Marinho" Rodrigues 5' 2ªP 11-1 "Marinho" Rodrigues Azul 6' 2ªP 12-1 "Marinho" Rodrigues Azul 9' 2ªP 13-1 Filipe Nabais 10' 2ªP 14-2 Filipe Vaz 18' 2ªP 15-2 Filipe Vaz 19' 2ªP 16-2 Filipe Nabais 23' 2ªP |        | 0-1 Ahmed Abdelnaby 3' 1ªP 13-2 Omar Omar 14' 2ªP | Árbitro: Josep Antoni Ribó Giovanni Grisales |

| 08 JUL 2019 | Egito | 1 - 8 | Andorra |  |
|             |       |       |         |  |

| 08 JUL 2019 | Inglaterra                                                             | 3 - 6 | Moçambique |  |
|             | 1-1 "Alex" Mount 9' 1ªP 2-3 Josh Taylor 6' 2ªP 3-5 Josh Taylor 24' 2ªP |       | 0-1 Filipe Vaz 0'58 1ªP 1-2 Filipe Nabais 10' 1ªP 1-3 "Marinho" Rodrigues 3' 2ªP 2-4 Nuno Araújo 11' 2ªP 2-5 Nuno Araújo 12' 2ªP 3-6 Nuno Araújo 24'17 2ªP |  |

| 09 JUL 2019 | Inglaterra | 12 - 1 | Egito |  |
|             | -          |        |       |  |

| 09 JUL 2019 | Andorra                        | 1 - 3 | Moçambique                                                                           |  |
|             | 1-3 Gerard Miquel 10ªF 24' 2ªP |       | 0-1 "Marinho" Rodrigues 7' 1ªP 0-2 Filipe Vaz 8' 2ªP 0-3 "Marinho" Rodrigues 13' 2ªP |  |

### Grupo B
| Seleções  | Pts | J | V | E | D | GM | GS | DG  | Q.   |
| --------- | --- | - | - | - | - | -- | -- | --- | ---- |
| Suíça     | 9   | 3 | 3 | 0 | 0 | 25 | 5  | 20  | C.M. |
| Alemanha  | 6   | 3 | 2 | 0 | 1 | 23 | 8  | 15  | T.I. |
| Brasil    | 3   | 3 | 1 | 0 | 2 | 10 | 16 | -6  | T.I. |
| Austrália | 0   | 3 | 0 | 0 | 3 | 3  | 32 | -29 | T.I. |

| 07 JUL 2019 | Alemanha | 6 - 3 | Brasil                                                                             | Pavelló II - Sant Cugat del Vallès |
|             | 1-0 Lucas Karschau 2' 1ªP 2-0 Mats Zilken 20' 1ªP 3-2 Mats Zilken 3' 3ªP 4-2 Lucas Karschau 16' 2ªP 5-2 Mats Zilken 16' 2ªP 6-2 Liam-Günther Hages 19' 2ªP |       | 2-1 Kléber Gembre 20' 1ªP 2-2 Diego Dias 21' 1ªP (PwP) 6-3 Diego Dias Azul 22' 2ªP | Árbitro: Ivan González, Rui Torres |

| 07 JUL 2019 | Suíça | 12 - 1 | Austrália |  |
|             |       |        |           |  |

| 08 JUL 2019 | Austrália | 0 - 16 | Alemanha |  |
|             |           |        |          |  |

| 08 JUL 2019 | Brasil                                                                                 | 3 - 8 | Suíça | Rambla del Celler, Pavelló II              |
|             | 1-0 Jurandir da Silva "Didi" 3' 1ªP 2-3 Diego Dias 19' 2ªP 3-7 Diego Dias 10ªF 24' 2ªP |       | 1-1 Pascal Kissling 10' 2ªP 1-2 Pascal Kissling 13' 2ªP 1-3 Gaël Jimenez 16' 2ªP 2-4 Marzio Vanina 21' 2ªP 2-5 Pascal Kissling 21' 2ªP 2-6 Pascal Kissling Azul 22' 2ªP 2-7 Gaël Jimenez 23' 2ªP 3-8 Gian Rettenmund 24'49 2ªP | Árbitro: Ruben Fernández , Mariela Begueri |

| 09 JUL 2019 | Alemanha | 1 - 5 | Suíça |  |
|             |          |       |       |  |

| 09 JUL 2019 | Brasil | 4 - 2 | Austrália                                          | Pavelló II - Sant Cugat del Vallès      |
|             | 1-0 Bruno Matos 15' 1ªP 2-0 Rodrigo Raposo 20' 1ªP 3-0 Jurandir da Silva "Didi" 23' 1ªP 4-0 Bruno Matos 17' 2ªP |       | 4-1 Cameron Boehm 20' 2ªP 4-2 Maxwell Cook 23' 2ªP | Árbitro: Oscar Valverde Claudio Ferraro |

### Final Intercontinental
|  | Quartas de final | Quartas de final |            |       | Eliminatória | Eliminatória |  |  | 9º lugar | 9º lugar |
|  |                  |                  |            |       |              |              |  |  |          |          |
|  | 11 Jul           |                  |            |       |              |              |  |  |          |          |
|  |                  |                  |            |       |              |              |  |  |          |          |
|  | Moçambique       | 23               |            |       |              |              |  |  |          |          |
|  | Moçambique       | 23               | 12 Jul     |       |              |              |  |  |          |          |
|  | Austrália        | 3                |            |       |              |              |  |  |          |          |
|  | Austrália        | 3                | Moçambique | 7     |              |              |  |  |          |          |
|  | 11 Jul           |                  | Moçambique | 7     |              |              |  |  |          |          |
|  |                  | Alemanha         | 5          |       |              |              |  |  |          |          |
|  | Inglaterra       | Alemanha         | 5          | 1     |              |              |  |  |          |          |
|  | Inglaterra       |                  | 13 Jul     | 1     |              |              |  |  |          |          |
|  | Alemanha         | 4                |            |       |              |              |  |  |          |          |
|  | Alemanha         | 4                | Moçambique | 4     |              |              |  |  |          |          |
|  | 11 Jul           |                  | Moçambique | 4     |              |              |  |  |          |          |
|  |                  | Andorra          | 3          |       |              |              |  |  |          |          |
|  | Andorra          | Andorra          | 3          | 9     |              |              |  |  |          |          |
|  | Andorra          | 12 Jul           |            | 9     |              |              |  |  |          |          |
|  | Brasil           | 3                |            |       |              |              |  |  |          |          |
|  | Brasil           | 3                | Andorra    | 4     | 11º lugar    | 11º lugar    |  |  |          |          |
|  | 11 Jul           |                  | Andorra    | 4     | 11º lugar    | 11º lugar    |  |  |          |          |
|  |                  | Suíça            | 3          |       |              |              |  |  |          |          |
|  | Egito            | Suíça            | 3          | 1     | Alemanha     | 4            |  |  |          |          |
|  | Egito            |                  |            | 1     | Alemanha     | 4            |  |  |          |          |
|  | Suíça            | 8                |            | Suíça | 7            |              |  |  |          |          |
|  | Suíça            | 8                |            |       | 7            |              |  |  |          |          |
|  |                  |                  |            |       |              |              |  |  | 13 Jul   |          |
|  |                  |                  |            |       |              |              |  |  |          |          |

| 11 JUL 2019 | Brasil                                                                                                 | 3 - 9 | Andorra | Pavelló II - Sant Cugat del Vallès      |
|             | 1-1 Jurandir da Silva "Didi" Azul 16' 1ªP 2-3 Jurandir da Silva "Didi" 21' 1ªP 3-7 André Raposo 20' 2ª |       | 0-1 Oriol Antequera 2' 1ªP 1-2 Gerard Miquel 18' 1ªP 1-3 Gerard Miquel 20' 1ªP 2-4 Gerard Miquel 5' 2ªP 2-5 Gerard Miquel Azul 8' 2ªP 2-6 Oriol Antequera 10' 2ªP 2-7 Oriol Antequera 19' 2ªP 3-8 Oriol Antequera 20' 2ªP 3-9 Anton Borrell 24'39 2ªP | Árbitro: Oscar Valverde Claudio Ferraro |

| 11 JUL 2019 | Austrália                                                                   | 3 - 23 | Moçambique | Pavelló II - Sant Cugat del Vallès    |
|             | 1-4 Bevan Hurley 11' 1ªP 2-14 Maxwell Cook 9' 2ªP 3-18 Bevan Hurley 13' 2ªP |        | 0-1 Pedro Martins 2' 1ªP 0-2 Bruno Pinto "Serôdio" 4' 1ªP 0-3 Filipe Nabais 6' 1ªP 0-4 Filipe Vaz 8' 1ªP 1-5 Kevin Pimentel 18' 1ªP 1-6 Pedro Martins 20' 1ªP 1-7 Filipe Vaz 0'33 2ªP 1-8 Filipe Vaz 2' 2ªP 1-9 "Marinho" Rodrigues 2' 2ªP 1-10 "Marinho" Rodrigues 3' 2ªP 1-11 "Marinho" Rodrigues 3' 2ªP 1-12 "Marinho" Rodrigues 4' 2ªP 1-13 Ivan Esculudes 6' 2ªP 1-14 Ivan Esculudes 7' 2ªP 2-15 Ivan Esculudes 9' 2ªP 2-16 Filipe Nabais 10' 2ªP 2-17 "Marinho" Rodrigues 11' 2ªP (PwP) 2-18 Filipe Nabais 13' 2ªP 3-19 Ivan Esculudes 17' 2ªP 3-20 Filipe Nabais 21' 2ªP 3-21 Ivan Esculudes 21' 2ªP 3-22 Pedro Martins 23' 2ªP 3-23 "Marinho" Rodrigues 23' 2ªP | Árbitro: José Pinto , Claudio Ferraro |

| 12 JUL 2019 | Alemanha | 5 - 7 | Moçambique | Pavelló II - Sant Cugat del Vallès       |
|             | 1-1 Yannick Peinke 17' 1ªP 2-2 Thiel Max 10ªF 16' 2ªP 3-2 Yannick Peinke 22' 2ªP --- PROLONGAMENTO --- 4-6 Lucas Karschau 2' 2ªP 5-6 Mats Zilken 3' 2ªP |       | 0-1 Mário Rodrigues "Marinho" 8' 1ªP PWP 1-2 Filipe Vaz 23' 1ªP 3-3 Mário Rodrigues "Marinho" 23' 2ªP --- PROLONGAMENTO --- 3-4 Mário Rodrigues "Marinho" 3' 1ªP 3-5 Mário Rodrigues "Marinho" 4'30 1ªP 3-6 Mário Rodrigues "Marinho" 2' 2ªP 5-7 Mário Rodrigues "Marinho" 4'45 2ªP | Árbitro: Ivan Gonzalez Josep Antoni Ribó |

| 13 JUL 2019 | Andorra                                                                          | 3 - 4 | Moçambique                                                                                                   | Pavelló II - Sant Cugat del Vallès |
|             | 1-0 Adrià Antequera 5' 2ªP 2-2 Gerard Miquel 14' 2ªP 3-4 Arnau Dilmé 23' 2ªP PWP |       | 1-1 Pedro Martins 7' 2ªP 1-2 Filipe Vaz 12' 2ªP 2-3 Filipe Vaz 19' 2ªP 2-4 Mário Rodrigues "Marinho" 22' 2ªP | Árbitro: João Duarte Rui Torres    |

#### 13º/16º
|  | Semifinal  | Semifinal |               |    | 13º/14º Lugar | 13º/14º Lugar |
|  |            |           |               |    |               |               |
|  | 12 Jul     |           |               |    |               |               |
|  |            |           |               |    |               |               |
|  | Austrália  | 2         |               |    |               |               |
|  | Austrália  | 2         | 13 Jul        |    |               |               |
|  | Inglaterra | 6         |               |    |               |               |
|  | Inglaterra | 6         | Inglaterra    | 7  |               |               |
|  | 12 Jul     |           | Inglaterra    | 7  |               |               |
|  |            | Brasil    | 3             |    |               |               |
|  | Brasil     | Brasil    | 3             | 12 |               |               |
|  | Brasil     |           |               | 12 |               |               |
|  | Egito      | 1         |               |    |               |               |
|  | Egito      | 1         | 15º/16º Lugar |    |               |               |
|  |            |           |               |    |               |               |
|  | 13 Jul     |           |               |    |               |               |
|  |            |           |               |    |               |               |
|  | Austrália  | 5         |               |    |               |               |
|  | Austrália  | 5         |               |    |               |               |
|  | Egito      | 4         |               |    |               |               |

| 12 JUL 2019 | Egito                     | 1 - 12 | Brasil | Pavelló II - Sant Cugat del Vallès |
|             | 1-2 Mohamed Shawky 16'1ªP |        | 0-1 Kléber Gembre 0-2 Kleber Gembre 8' 1ªP 1-3 André Raposo 17' 1ªP 1-4 Diego Dias 20' 1ªP 1-5 Diego Dias 21' 1ªP 1-6 Alan Karam 21' 1ªP 1-7 Jurandir da Silva "Didi" 6' 2ªP 1-8 Rodrigo Raposo 11' 2ªP 1-9 Rodrigo Raposo 13' 2ªP 1-10 Rodrigo Raposo 15' 2ªP 1-11 Diego Dias 21' 2ªP 1-12 Gonçalo Costa 24'34" 2ªP | Árbitro: Arnaud Esoli Bruno Sosa   |

| 13 JUL 2019 | Brasil                                                               | 3 - 7 | Inglaterra | Pavelló II - Sant Cugat del Vallès  |
|             | 1-4 Diego Dias 3' 2ªP 2-5 Bruno Matos 5' 2ªP 3-7 Bruno Matos 23' 2ªP |       | 0-1 Alexander "Alex" Mount 4' 1ªP 0-2 Josh Taylor 14' 1ªP 0-3 Josh Taylor 20' 1ªP 0-4 Alexander "Alex" Mount 22' 1ªP 1-5 Michael Carter 4' 2ªP 2-6 Alexander "Alex" Mount Azul 9' 2ªP 2-7 Alexander "Alex" Mount 19' 2ªP PWP | Árbitro: Xavier Bleuzen Sergi Mayor |

## Taça Challenger

### Grupo A
|     | Equipa        | Pts | J | V | E | D | GM | GS | DG  |
| --- | ------------- | --- | - | - | - | - | -- | -- | --- |
| 1.º | Bélgica       | 12  | 5 | 4 | 0 | 1 | 40 | 15 | 25  |
| 2.º | Uruguai       | 12  | 5 | 4 | 0 | 1 | 32 | 13 | 19  |
| 3.º | Áustria       | 9   | 5 | 3 | 0 | 2 | 37 | 12 | 25  |
| 4.º | Japão         | 9   | 5 | 3 | 0 | 2 | 20 | 29 | 0   |
| 5.º | Nova Zelândia | 3   | 5 | 1 | 0 | 3 | 14 | 36 | -22 |
| 6.º | Taipé Chinesa | 0   | 5 | 0 | 0 | 5 | 13 | 60 | -47 |

|               | BEL | TPE    | URU    | AUT    | JPN   | NZL    |
| ------------- | --- | ------ | ------ | ------ | ----- | ------ |
| Bélgica       |     | 16 - 4 | 7 - 1  | 6 - 4  | 3 - 4 | 8 - 2  |
| Taipé Chinesa |     |        | 0 - 14 | 0 - 15 | 4 - 7 | 5 - 8  |
| Uruguai       |     |        |        | 4 - 3  | 3 - 2 | 10 - 1 |
| Áustria       |     |        |        |        | 8 - 1 | 7 - 1  |
| Japão         |     |        |        |        | -     | 6 - 2  |
| Nova Zelândia |     |        |        |        |       |        |

### Grupo B
|     | Equipa         | Pts | J | V | E | D | GM | GS  | DG   |
| --- | -------------- | --- | - | - | - | - | -- | --- | ---- |
| 1.º | Países Baixos  | 12  | 4 | 4 | 0 | 0 | 81 | 10  | 71   |
| 2.º | Índia          | 6   | 4 | 2 | 0 | 2 | 52 | 29  | 23   |
| 3.º | Estados Unidos | 6   | 4 | 2 | 0 | 2 | 41 | 21  | 20   |
| 4.º | Macau          | 6   | 4 | 2 | 0 | 2 | 35 | 39  | -4   |
| 5.º | China          | 0   | 4 | 0 | 0 | 4 | 2  | 112 | -110 |

|                | HOL | IND    | USA   | MAC     | CHN    |
| -------------- | --- | ------ | ----- | ------- | ------ |
| Países Baixos  |     | 15 - 6 | 8 - 2 | 20 - 2  | 38 - 0 |
| Índia          |     |        | 2 - 4 | 9 - 8   | 35 - 2 |
| Estados Unidos |     |        |       | 10 - 11 | 25 - 0 |
| Macau          |     |        |       |         | 14 - 0 |
| China          |     |        |       |         |        |

#### Jogos de Macau
| 07 JUL 2019 | Macau | 14 - 0 | China | Poliesportiu Municipal de La Maurina         |
|             | 1-0 Hélder Alhada 3' 1ªP 2-0 Hélder Alhada 10' 1ªP 3-0 Hélder Alhada 11' 1ªP 4-0 Hélder Alhada 13' 1ªP 5-0 Augusto Fernandes 18' 1ªP 6-0 Bruno Pereira 18' 7-0 Sérgio Costa 20' 1ªP 8-0 Hélder Alhada 0'41 2ªP 9-0 Hélder Alhada 2' 2ªP 10-0 Hélder Alhada 6' 2ªP 11-0 Dinísio da Luz 7' 2ªP 12-0 Hélder Alhada 9' 2ªP 13-0 Hélder Alhada 13' 2ªP 14-0 Dinísio da Luz 14' 2ªP |        |       | Árbitro: Roberto Montiveros , Wang Ning Yuan |

| 09 JUL 2019 | Índia | 2 - 8 | Macau | Poliesportiu Municipal de La Maurina |
|             | 1-0 Gurjot Baidwan 0'06 1ªP 2-0 Gurjot Baidwan 5' 1ªP 3-3 Shubham Narang 11' 1ªP 4-3 Shubham Narang 20' 1ªP 5-4 Shubham Narang 11' 2ªP 6-4 Gurjot Baidwan 11' 2ªP 7-4 Gurjot Baidwan 12' 2ªP 8-4 Shubham Narang Azul 13' 2ªP 9-8 Shubham Narang Azul 24'57 2ªP |       | 2-1 Hélder Ricardo 5' 1ªP 2-2 Augusto Fernandes 8' 1ªP 2-3 Hélder Ricardo 11' 1ªP 4-4 Hélder Ricardo 8' 2ªP 8-5 Hélder Ricardo 16' 2ªP 8-6 Augusto Fernandes 18' 2ªP 8-7 Hélder Ricardo 21' 2ªP 8-8 Hélder Ricardo 22' 2ªP | Árbitro: Miguel Diaz , Sergi Mayor   |

| 11 JUL 2019 | Macau                                                           | 2 - 20 | Países Baixos | Poliesportiu Municipal de La Maurina |
|             | 1-5 Augusto Fernandes 13' 1ªP 2-20 Hélder Ricardo 23' 2ªP (UnP) |        | 0-1 Rico van den Dungen 5' 1ªP 0-2 Rico van den Dungen 8' 1ªP 0-3 Niels Janssens 9' 1ªP 0-4 Niels Janssens 11' 1ªP 0-5 "Tety" Vives 11' 1ªP 1-6 "Tety" Vives 13' 1ªP 1-7 Django Bogers 16' 1ªP 1-8 Tim Borrell van Campen 21' 1ªP 1-9 Django Bogers 22' 1ªP 1-10 Tim Borrell van Campen 23' 1ªP 1-11 Timo Tirborghs 2' 2ªP 1-12 "Tety" Vives 3' 2ªP 1-13 "Tety" Vives 7' 2ªP 1-14 "Tety" Vives Azul 8' 2ªP 1-15 "Tety" Vives 9' 2ªP 1-16 "Tety" Vives 10' 2ªP 1-17 Rico van den Dungen 11' 2ªP 1-18 Rafael Moreira Jeeninga 18' 2ªP 1-19 Eric Vives 20' 2ªP 1-20 Rafael Moreira Jeeninga Azul 20' 2ªP | Árbitro: Bruno Sosa , Julien Thibaud |

| 12 JUL 2019 | Estados Unidos | 10 - 11 | Macau |                                                                                           |
|             | 1-1 Dylan Sordahl 6' 1ªP 2-4 Robert Nye 19' 1ªP 3-5 Dylan Sordahl 0'40' 2ªP 4-7 Andrew Woolfolk 8' 2ªP 5-8 Andrew Woolfolk 10' 2ªP 6-9 Andrew Woolfolk 14' 2ªP 7-10 Wayne Brown 16 2ªP 8-10 Robert Nye 16' 2ªP 9-10 William Dawson 21' 2ªP 10-10 Dylan Sordahl 23' 2ªP |         | 0-1 Hélder Ricardo 5' 1ªP 1-2 Hélder Ricardo 13' 1ªP 1-3 Chi Sam Ieong 15' 1ªP 1-4 Augusto Fernandes 17' 1ªP 2-5 Bruno Pereira 24'39 1ªP 3-6 Chi Sam Ieong 4' 2ªP 3-7 Hélder Ricardo 6' 2ªP 4-8 Hélder Ricardo 8' 2ªP 5-9 Hélder Ricardo 10ªF 14' 2ªP 6-10 Bruno Pereira 15' 2ªP 10-11 Hélder Ricardo 24'34 2ªP | Público: Poliesportiu Municipal de La Maurina Árbitro: Fernando Madureira , Ariel Morisio |

### Final Taça Challenger

#### 17º/18º
| 13 JUL 2019 | Bélgica | 0 - 8 | Países Baixos | Polisportiu Municipal de la Maurina |
| 21H00       |         |       |               |                                     |

#### 19º/20º
| 13 JUL 2019 | Uruguai | 4 - 0 | Índia | Polisportiu Municipal de la Maurina |
| 18H30       |         |       |       |                                     |

#### 21º/22º
| 13 JUL 2019 | Áustria | 10 - 4 | Estados Unidos | Polisportiu Municipal de la Maurina |
| 16H00       |         |        |                |                                     |

#### 25º/26º
| 13 JUL 2019 | Nova Zelândia | 11 - 2 | China | Polisportiu Municipal de la Maurina |
| 11H30       |               |        |       |                                     |

## Classificação Final
| Campeonato do Mundo | Campeonato do Mundo |      | Taça Intercontinental | Taça Intercontinental |                | Taça Challenger | Taça Challenger |
| Rank                | Pais                | Rank | Pais                  | Rank                  | Pais           |                 |                 |
| ------------------- | ------------------- | ---- | --------------------- | --------------------- | -------------- | --------------- | --------------- |
|                     | Portugal            | 9º   | Moçambique            | 17º                   | Holanda        |                 |                 |
|                     | Argentina           | 10º  | Andorra               | 18º                   | Bélgica        |                 |                 |
|                     | Espanha             | 11º  | Suíça                 | 19º                   | Uruguai        |                 |                 |
| 4º                  | França              | 12º  | Alemanha              | 20º                   | Índia          |                 |                 |
| 5º                  | Itália              | 13º  | Inglaterra            | 21º                   | Áustria        |                 |                 |
| 6º                  | Angola              | 14º  | Brasil                | 22º                   | Estados Unidos |                 |                 |
| 7º                  | Chile               | 15º  | Austrália             | 23º                   | Macau          |                 |                 |
| 8º                  | Colômbia            | 16º  | Egito                 | 24º                   | Japão          |                 |                 |
|                     |                     |      |                       |                       |                | 25º             | Nova Zelândia   |
|                     |                     |      |                       |                       |                | 26º             | China           |
|                     |                     |      |                       |                       |                | 27º             | Taipé Chinesa   |